# جيمس موسى
جيمس موسى (بالإنجليزية: James Musa)‏ (1 أبريل 1992 ببليموث في المملكة المتحدة - ) هو لاعب كرة قدم نيوزلندي في مركز قلب الدفاع، شارك في الألعاب الأولمبية الصيفية 2012. وشارك مع منتخب نيوزيلندا تحت 20 سنة لكرة القدم ومنتخب نيوزيلندا تحت 23 سنة لكرة القدم ومنتخب نيوزيلندا لكرة القدم. أما مع النوادي، فقد لعب مع تيم ويلينغتون ونادي فولهام ونادي هيرفورد ونادي ويلينغتون فينيكس ووايتاكيري يونايتد ونادي جنوب ملبورن وWaitakere City FC ‏ ونادي سانت لويس.

## وصلات خارجية
- جيمس موسى على موقع الاتحاد الدولي (مؤرشف)  (الإنجليزية)
- جيمس موسى على موقع الدوري الأمريكي (الإنجليزية)
- جيمس موسى على موقع قاعدة بيانات كرة القدم.إي يو (الإنجليزية)
- جيمس موسى على موقع ناشيونال فوتبول تيمز (الإنجليزية)
- جيمس موسى على موقع Soccerbase.com (لاعب) (الإنجليزية)
- جيمس موسى على موقع Soccerway.com (الإنجليزية)
- جيمس موسى على موقع عالم كرة القدم.نت (الإنجليزية)
- جيمس موسى على موقع أوليمبيديا (الإنجليزية)
- جيمس موسى على موقع اللجنة الأولمبية النيوزيلندية (الإنجليزية)